# Stige Sogn
Stige Sogn er et sogn i Hjallese Provsti (Fyens Stift).
Stige Kirke blev i 1886 indviet som filialkirke til Lumby Kirke, og Stige blev et kirkedistrikt i Lumby Sogn, som hørte til Lunde Herred i Odense Amt. Lumby sognekommune inkl. kirkedistriktet blev ved kommunalreformen i 1970 indlemmet i Odense Kommune.
Da kirkedistrikterne blev nedlagt 1. oktober 2010, blev Stige Kirkedistrikt udskilt som det selvstændige Stige Sogn.
Stednavne, se Lumby Sogn.